# Келетень
Келетень, Келетені (рум. Cheleteni) — село у повіті Алба в Румунії. Входить до складу комуни Бістра.
Село розташоване на відстані 323 км на північний захід від Бухареста, 55 км на північний захід від Алба-Юлії, 53 км на південний захід від Клуж-Напоки.

## Населення
За даними перепису населення 2002 року у селі проживали 12 осіб, усі — румуни. Усі жителі села рідною мовою назвали румунську.